# Stiftung Demokratie Saarland

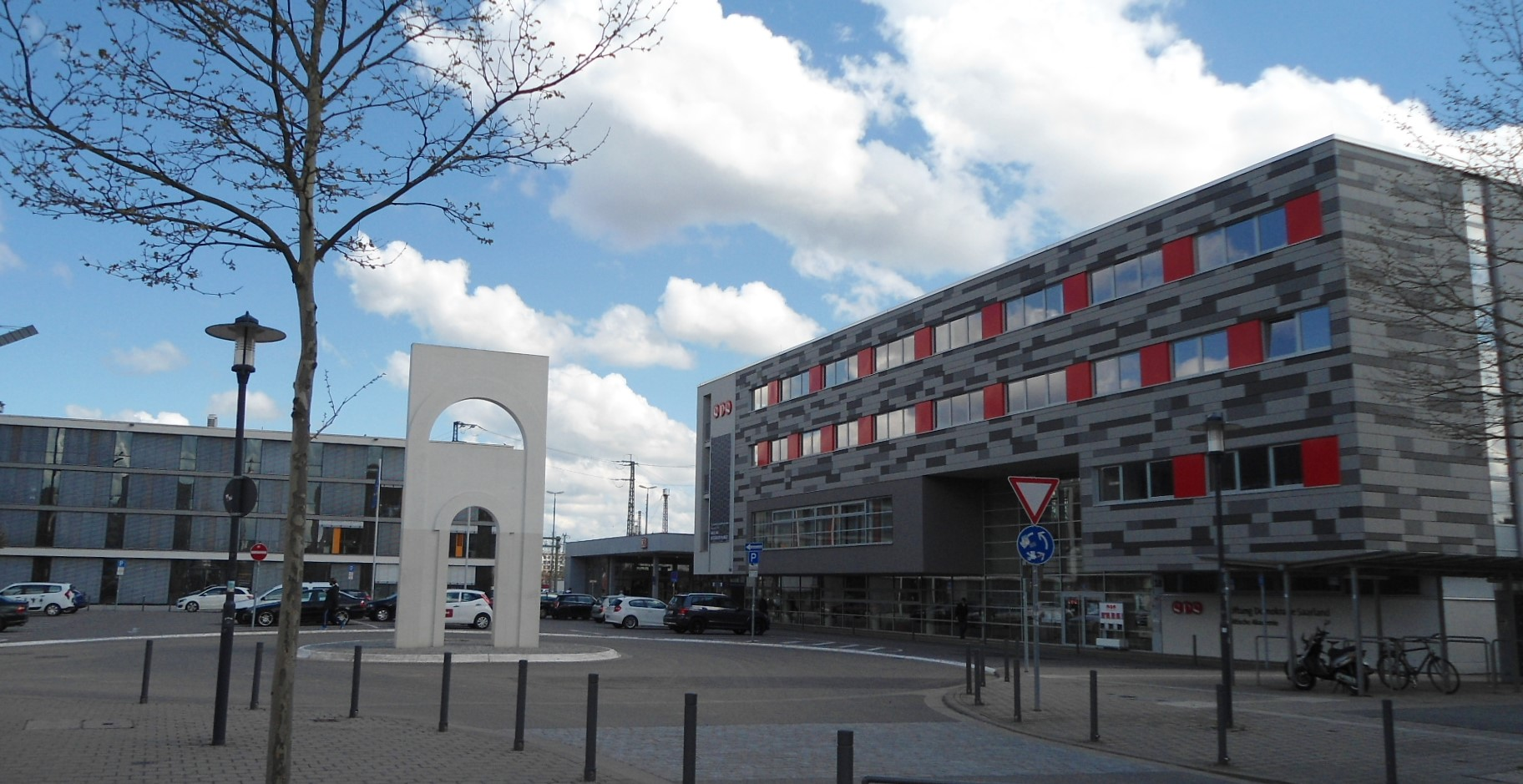
Politische Akademie der Stiftung Demokratie Saarland

Die Stiftung Demokratie Saarland (SDS) ist eine gemeinnützige Einrichtung der politischen Erwachsenenbildung mit Sitz in Saarbrücken. Sie wurde 1995 als Stiftung des bürgerlichen Rechts gegründet. Die politische Ausrichtung ist sozialdemokratisch. Ferner steht sie der Arbeiterbewegung nahe.

## Geschichte
Die Entstehung der Stiftung geht auf die Entscheidung des Saarländischen Landtages vom 5. November 1969 zurück, die Saarbrücker Zeitung wieder zu privatisieren. Die 1761 von Bernhard Hofer in Saarbrücken gegründete Zeitung war 1935 nach der Rückgliederung des Saargebiets in das Deutsche Reich dem NSDAP-Verlagsimperium eingebunden und nach dem Ende des Zweiten Weltkriegs unter französische Sequesterverwaltung gestellt worden. 1956 wurde die Zeitung auf der Basis des Vertrags von Luxemburg an das Saarland übertragen. Auf der Basis der Landtagsentscheidung von 1969 entstand die neue Eigentümerstruktur der Saarbrücker Zeitung Verlag und Druckerei GmbH. Die beiden größten Gesellschafter sind die Rheinische Post Mediengruppe sowie die Gesellschaft für staatsbürgerliche Bildung Saar mbH (GsB), die nach Angaben der Taz der Union Stiftung (40 %), der Villa Lessing – Liberale Stiftung (20 %) sowie der Demokratischen Gesellschaft Saarland e. V. (DGS, 40 %) gehört. Rechtsvorgänger der DGS war die Friedrich-Ebert-Stiftung-Saarland e. V. Am 1. Januar 1995 gründete die DGS die Stiftung Demokratie Saarland als Stiftung des bürgerlichen Rechts.

## Gremien
Ein fünfköpfiger Vorstand verwaltet das Stiftungsvermögen. Vorstandsvorsitzender ist seit 2024 der ehemalige Geschäftsführer Bernd Rauls. Sein Vorgänger war der ehemalige saarländische Innenminister Friedel Läpple. Die laufenden Geschäfte werden von Karoline Riplinger (kaufmännische Geschäftsführerin) und Dr. Verena Paul (geschäftsführende Studienleitung) wahrgenommen. Aufsichtsgremium ist der Stiftungsrat, der auf die Dauer von drei Jahren bestellt wird und aus sieben Personen besteht, die von der Trägergesellschaft benannt werden. Der Stiftungsrat überwacht die Geschäftstätigkeit des Vorstandes. Vorsitzender des Rates ist der ehemalige Bundesminister und saarländische Ministerpräsident Reinhard Klimmt.

## Politische Akademie
Die Bundeszentrale für politische Bildung hat der Stiftung den Status „staatlich anerkannte Einrichtung der politischen Weiterbildung“ verliehen. Mit der Akademie im Quartier Eurobahnhof in Saarbrücken wurden Räumlichkeiten für Bildungsveranstaltungen und Ausstellungen geschaffen. Themenschwerpunkte sind Antisemitismus, Deutsche Einheit, Deutsche Geschichte, Internationale Geschichte und Rechtsextremismus.

## Schulpreis
Die Stiftung lobte bis 2023 in Kooperation mit der Landeselterninitiative für Bildung e. V., der Gesamtlandesschüler- und der Gesamtlandeselternvertretung den mit 20.000 Euro dotierten Saarländischen Schulpreis aus. Damit sollen Schulen gefördert und gewürdigt werden, die über die reine Wissensvermittlung hinaus mit neuen pädagogisch-didaktischen Modellen die individuellen, sozialen und schöpferischen Fähigkeiten ihrer Schüler ausbilden.

## Publikationen
Die Stiftung gibt seit 1996 die Schriftenreihe „Geschichte, Politik und Gesellschaft“ heraus sowie Kataloge zu ihren Ausstellungen. Themen sind u. a. die Geschichte des Saarlands und der Arbeiterbewegung an der Saar.
Zum 150. Parteijubiläum der SPD sowie den 110. Geburtstag der saarländischen Sozialdemokratie im August 2013 erarbeitete die Stiftung gemeinsam mit der Historischen Kommission der SPD‑Saar eine Ausstellung zur Geschichte der sozialdemokratischen Bewegung an der Saar von den Anfängen bis ins 21. Jahrhundert und gab eine Begleitpublikation heraus.